# Carlotta Clerici
Carlotta Irene Clerici (Milano, 8 aprile 1851 – Milano, 10 ottobre 1924) è stata un'educatrice italiana, figura di spicco dell'emancipazionismo femminile e del movimento socialista.

## Biografia
Nata a Milano nel 1851 da Filippo e Maria Molinari, rimase orfana in giovane età e fu accolta presso l'orfanotrofio milanese "La Stella".
Conseguito il diploma magistrale nel 1890, iniziò la sua carriera come insegnante nelle scuole elementari comunali, dedicandosi contemporaneamente ad attività sociali e associative. 

### Impegno sociale, educativo ed assistenziale
Nel 1893 fu tra i promotori della Sezione Maestre e Maestri della Camera del Lavoro di Milano e fece parte del primo comitato direttivo.
Si impegnò attivamente nel movimento mutualistico, diventando la prima presidente della Società di mutuo soccorso "Concordia e previdenza", un'organizzazione creata da ex orfane per offrire aiuto alle giovani donne che uscivano dagli istituti di assistenza.  Dal 1912 ricoprì il ruolo di delegata della Federazione delle mutue al Consiglio superiore del lavoro.
Nel febbraio 1900 il Consiglio Comunale di Milano la nominò per amministrare le Opere Pie cittadine. In questa veste le fu delegata la gestione dell'orfanotrofio femminile "La Stella", dove aveva trascorso l'infanzia, e dei luoghi pii annessi, dove propose riforme per favorire i contatti delle orfane con il mondo esterno e offrire loro nuove opportunità professionali. Fu tra i promotori dell'esperimento dei nuclei familiari per le orfane adulte.
Nell'estate del 1914 venne designata Consigliere della Congregazione di Carità di Milano, mantenendo tale incarico quasi ininterrottamente fino ai primi mesi del 1924. Si occupò specificamente dell'Istituto Derelitti, un complesso per fanciulli, migliorando la loro frequenza nelle scuole professionali, l'igiene e la qualità degli spazi abitativi.
Nel 1915 istituì la "Casa dei bambini", un asilo per minori di sei anni basato sul metodo Montessori, operativo fino alla fine degli anni trenta. Il suo operato fu molto apprezzato, tanto che nel marzo 1923 le fu riconosciuto il merito per il "riassetto" della struttura.

### Attività nel movimento socialista femminile
Clerici aderì al Partito Socialista Italiano fin dalla sua fondazione nel 1892. L'anno seguente, con Linda Malnati e Regina Terruzzi,  fece parte del Comitato direttivo della Lega per la tutela degli interessi femminili di Milano, un'associazione di area socialista.
Con Linda Malnati, con cui condivise un profondo legame personale e politico per tutta la vita, fondò nel 1903 il Comitato per il risveglio dell'attività femminile nelle organizzazioni magistrali.
Clerici partecipò ai congressi del Partito Socialista a Bologna nel 1907 e a Roma nel 1908, sostenendo la necessità di una maggiore consapevolezza delle donne riguardo al loro ruolo politico. Nel 1912, insieme ad un'altra socialista, Argentina Altobelli, fu la prima donna ad essere eletta in un corpo consultivo dello Stato italiano, il Consiglio Superiore del Lavoro, designata dalla Federazione delle Società di mutuo soccorso.
Nello stesso anno, con Anna Kuliscioff e Regina Terruzzi fece parte del Comitato Esecutivo dell'Unione Nazionale Donne Socialiste, organo ufficiale delle donne socialiste costituitosi in seno al Congresso di Reggio Emilia del Partito Socialista nel 1912, che ebbe come proprio giornale La difesa delle lavoratrici.
La sua posizione all'interno del movimento socialista, caratterizzata dalla ricerca di un equilibrio tra l'apertura verso le associazioni femminili che promuovevano alleanze interclassiste e l'adesione ferma ai principi del socialismo, tra la necessità di conciliare le specifiche rivendicazioni femminili con la lotta di classe, rifletteva le tensioni e i dibattiti che attraversavano il movimento socialista dell'epoca riguardo alla "questione femminile".
Questa tensione emerse chiaramente nel 1913, quando la Direzione del PSI le chiese di prendere le distanze dai movimenti di stampo borghese ed uscire dai Comitati Pro Suffragio: Clerici ottemperò prontamente a questa richiesta, dimostrando la sua abnegazione e fedeltà al partito, così come fece la sua compagna di vita Linda Malnati.
Nel 1914, durante il Congresso di Ancona del Partito Socialista, intervenne per chiarire che i gruppi femminili socialisti intendevano sviluppare un'azione complementare al movimento di classe, non un femminismo socialista contrapposto agli uomini.
All'interno del movimento femminile socialista, Clerici sostenne la legislazione di tutela per le donne lavoratrici e la difesa della maternità e dell'infanzia; tra le sue proposte più significative, anticipando le rivendicazioni della futura legislazione sociale, vi fu l'istituzione della Cassa di maternità, ritenuta necessaria per garantire un sostegno concreto alle madri lavoratrici.

### Attività giornalistica
Dal 1906 al 1911 collaborò al giornale femminista L'Alleanza fondato da Carmela Baricelli, che si propose come strumento di formazione sociale e politica per le donne. La pubblicazione, attiva fino al 1911, fungeva da organo di collegamento tra i vari comitati pro-suffragio nati in diverse città italiane e mirava a promuovere un'alleanza tra le donne che trascendesse gli schieramenti politici, configurandosi come un importante strumento di formazione e autoformazione per le lettrici, molte delle quali contribuivano attivamente con articoli e racconti.
Dopo la chiusura dell'Alleanza, insieme a Linda Malnati e Giselda Brebbia fece parte del nucleo redazionale fondativo de La Difesa delle Lavoratrici, il primo periodico nazionale di donne socialiste fondato da Anna Kuliscioff nel 1912 e pubblicato fino al 1925. Con sede redazionale e amministrativa a Milano, il giornale rappresentò un punto focale per l'organizzazione e la propaganda tra le donne lavoratrici, molte delle quali erano quasi analfabete. L'iniziativa era concepita come un processo di "risveglio e educazione politica" per milioni di lavoratrici, considerate la "forza nuova" per superare le ingiustizie sociali.
Nell'ottobre 1915 le posizioni filo-interventiste assunte della maggior parte delle redattrici del giornale, alcune delle quali, come Giselda Brebbia e Margherita Sarfatti, di fede mussoliniana, portò la direzione del Partito a intervenire sostituendo il Comitato redazione allora in carica con uno nuovo, affiancato da un redattore dell'Avanti!
Carlotta Clerici ne dà notizia in un articolo pubblicato il 7 novembre sulla Difesa, e da lei firmato come Segretaria dell'Unione Donne Socialiste. Nel 1914 aveva fondato con Linda Malnati il Comitato Pro-umanità per promuovere la neutralità italiana al conflitto; durante la guerra svolse opera di assistenza civile nella giunta del Comune di Milano, guidata dal socialista Caldara per soccorrere le famiglie dei richiamati e dei profughi.
Negli anni successivi ridusse progressivamente il suo impegno politico attivo, pur mantenendo la collaborazione giornalistica attraverso articoli pubblicati sull'Avanti! e sulla La Difesa delle Lavoratrici, oltre che su altre testate della stampa socialista.

### Ultimi anni e morte
Negli anni venti Carlotta Clerici si ritirò gradualmente dall'attività politica e fu costretta, per motivi economici, a riprendere l'insegnamento. Il 1924 fu considerato un anno "infausto" per il movimento socialista femminile, che vide l'assassinio di Matteotti e la scomparsa di figure centrali come Maria Goia e la stessa Clerici.
Morì a Milano il 10 ottobre 1924, nella Casa di cura per impiegate e commesse. I suoi funerali, semplici e laici secondo la sua volontà, furono accompagnati da una folla numerosa, inclusa una rappresentanza dell'Istituto Derelitti.

### Il legame con Linda Malnati
Carlotta Clerici fu strettamente legata a Linda Malnati, con la quale condivise la vita e l'azione politico-educativa, distinguendosi entrambe per l'impegno nel movimento femminile e suffragista, sempre con un forte senso di appartenenza al Partito Socialista. La loro relazione era caratterizzata da una profonda "solidarietà di ideali e di lotte" che attraversò decenni di militanza comune. Alla morte di Linda Malnati nel 1921, Carlotta Clerici ricevette condoglianze che sottolineavano il loro legame di sorellanza e l'importanza del sostegno tra compagne.